# Aulon (Creuse)
Aulon település Franciaországban, Creuse megyében. Lakosainak száma 163 fő (2022. január 1.). Aulon Augères, Ceyroux, Le Grand-Bourg, Montaigut-le-Blanc, Mourioux-Vieilleville és Saint-Dizier-Masbaraud községekkel határos.

## Népesség
A település népességének változása:
| Lakosok száma | 256  | 209  | 191  | 173  | 158  | 157  | 154  | 160  | 163  | 163  |
|               | 1968 | 1982 | 1990 | 2006 | 2013 | 2015 | 2017 | 2019 | 2020 | 2022 |